# هنية مرسي فضل
هنية مرسي فضل هي أخصائية أشعة سودانية بريطانية ومؤسس ومدير تنفيذي لمركز الخرطوم للعناية بالثدي، وحاصلة على رتبة الإمبراطورية البريطانية.

## النشأة والتعليم

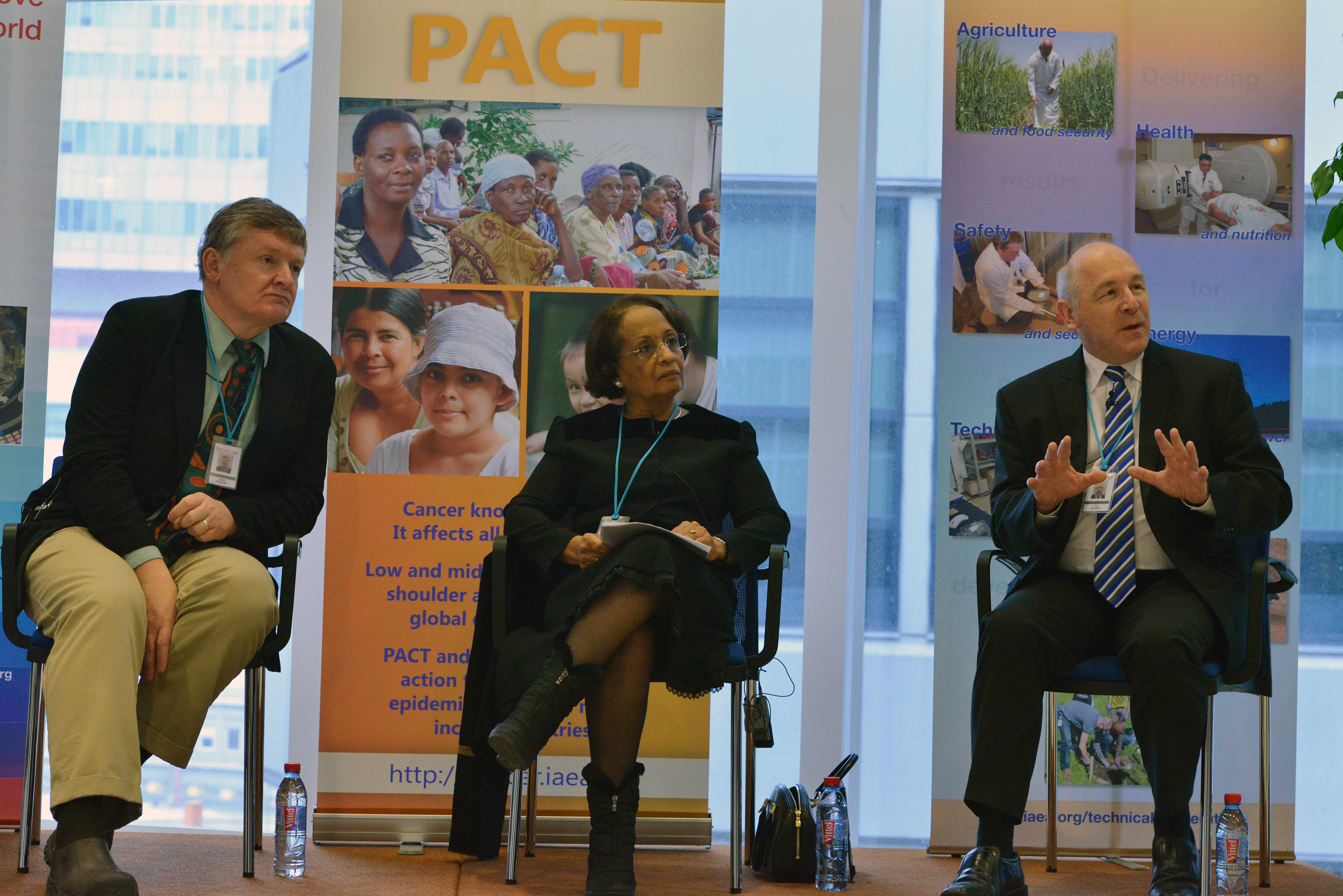
اليوم العالمي للسرطان - الدكتورة هانية مرسي فضل، مؤسسة ورئيسة مركز الخرطوم لسرطان الثدي، السودان.(2014Dean Calma / IAEA)

تخرجت هنية فضل من جامعة الإسكندرية عام 1970.

## المسار المهني
مارست هنية فضل الطب في السودان لمدة أربع سنوات قبل أن تنتقل إلى المملكة المتحدة بمنحة حكومية. وتخصصت في الأشعة التشخيصية، وعملت لعدة سنوات في مستشفى سانت بارثولوميو. في عام 1987 عُيّنت استشارية في الأشعة في برمنغهام. انضمت إلى البرنامج الوطني لفحص سرطان الثدي كمستشارة في مستشفى تشارينغ كروس في عام 1990، وبقيت هناك حتى عام 2008. وهي زميلة الكلية الملكية لأطباء الأشعة.

### النشاط الصحي في السودان
في عام 2008 أسست مركز الخرطوم للعناية بالثدي، وهو منشأة غير هادفة للربح تقدم خدمات الفحص والتشخيص للنساء المعرضات للخطر. كانت من أوائل أطباء الأشعة في السودان وأول من قام بتشخيص سرطان الثدي. وكان المركز مدعومًا من مؤسسة محمد إبراهيم. هذا المركز هو الوحيد من نوعه في القرن الأفريقي، ويقدم علاجًا مدعومًا وفي كثير من الأحيان مجانًا. يذهب موظفو المركز إلى المدارس والجامعات للتوعية وإلقاء المحاضرات وتعليم الشابات كيفية الفحص الذاتي. في المركز يستخدمون معدات طبية تم شراؤها من شركة جنرال إلكتريك، والتي تأثرت بالعقوبات الاقتصادية الأمريكية على السودان. في عام 2015، أدى الحظر الأمريكي المفروض على السودان إلى ضغط هنية على الحكومة الأمريكية لمدة عشرة أسابيع لإصلاح آلة التصوير الشعاعي للثدي الرقمية الوحيدة في البلاد. تؤثر العقوبات على أنواع أدوية العلاج الكيميائي التي يمكن للمركز تقديمها وتؤدي إلى اعتماد الجراحين على آلات التخدير غير المعايرة.

## تكريم
تم منح هنية فضل رتبة الإمبراطورية البريطانية في حفل تكريم لعام 2015، «من أجل خدماتها لتحسين الرعاية الصحية للمرأة في السودان».[ في ذلك العام حصلت أيضًا على وسام التميز من عمر حسن البشير.
حصلت هنية فضل على جائزة القيادة الاجتماعية في حفل توزيع جوائز منظمة لندن العربية للمرأة العربية لعام 2017. وفي عام 2018، أجرت الجمعية العالمية للتنمية المستدامة مقابلة معها. في فبراير 2018، اعترفت منظمة OkayAfrica بهنية فضل كواحدة من أفضل 100 امرأة في إفريقيا.